# فارنهایت ۴۵۱ (فیلم ۱۹۶۶)
فارنهایت ۴۵۱ یا ۴۵۱ درجهٔ فارنهایت نام فیلمی ساختهٔ فرانسوا تروفو به سال ۱۹۶۶ میلادی است. این فیلم براساس داستان بلند ۴۵۱ درجه فارنهایت اثر ری بردبری ساخته شده‌است.

## داستان
در آینده‌ای نه‌چندان دور و نه‌چندان غیرمحتمل، گای مونتاگ آتش‌نشان است. اما در این آینده انگار همه چیز وارونه و مسخ شده و معنایی دیگر یافته‌است. مونتاگ آتش‌نشان است، ولی کارش خاموش کردن آتش نیست، بلکه کارش برپا کردن آتش است. سوزاندن کتاب کاری ست که آتش‌نشان‌ها به آن می‌پردازند. به مردم گفته‌اند کتاب‌ها همه مضر و بد هستند و نوشته‌های آن‌ها برای اخلاق و روح و روان جامعه خطری مهلک به‌شمار می‌رود، و شگفتا که تقریباً همه باور کرده‌اند! در این آیندهٔ مخوف، تلویزیون‌ها روح و ذهن و جسم مردم را تسخیر کرده‌اند، تلویزیون جایگزین تمام انواع دیگر هنر شده و بر فضای خانواده‌ها حکم‌فرمایی می‌کند. هر شهروند خوبی موظف است به محض اینکه فهمید کسی از آشنایان و بستگانش کتاب دارد، آدرس او را به پست‌های مخصوص آتش‌نشانی اطلاع دهد. گای مونتاگ نیز یکی از افراد گنگ و بی‌فکر چنین جامعه‌ای است و می‌پندارد با سوزاندن کتاب‌ها به سلامت روحی و روانی جامعه کمک می‌کند. اما ورود کلاریس به زندگی‌اش، دنیای او را به هم می‌ریزد. کلاریس از او می‌پرسد آیا هرگز یکی از کتاب‌هایی را که سوازنده خوانده‌است یا خیر. البته او هرگز چنین جنایتی مرتکب نشده، ولی بالاخره حرف‌های کلاریس کار خودش را می‌کند و مونتاگِ سربه‌راه، یاغی می‌شود...
- در مورد نمایش این فیلم در ایران:

این فیلم با عنوان «فارنهایت ۴۵۱» برای نخستین بار در تهران در اوایل دهه ۷۰ میلادی در سینما شهرقصه، که نمایشگر آثار برتر هنری بود، به‌مدت ۱۵ شب به نمایش گذاشته شد. نمایش این فیلم در ایران با چندین سال تأخیر انجام گرفت و برنامه قبل از نوروز سینما شهرقصه بود. این فیلم بعدها در سینما تخت جمشید (عصر جدید فعلی) که اکثراً فیلم‌های خوب خارجی را تکراری نمایش می‌داد، چند بار دیگر اکران شد. چند سال بعد، قبل از انقلاب، این فیلم از تلویزیون ایران در آخر شب پخش شد. دوبلور شخصیت‌های جولی کریستی، که در این فیلم دو نقش کاملاً متفاوت را بازی می‌کرد، ژاله کاظمی بود که در آن زمان یکی از بهترین زنان دوبلور در ایران به‌حساب می‌آمد. نمایش این فیلم در ایرانِ آن دوره کمی غیرمترقبه و خارج از انتظار بود. سانسور و توقیف فیلم‌های خوب هنری (و حاوی پیام‌های اجتماعی، سیاسی، انتقادی) نظیر این فیلم، توسط وزارت فرهنگ و هنر آن زمان کاری متداول بود. نه‌تنها موضوع فیلم، که ممنوعیت کتاب خواندن و اشدّ مجازات برای متخلفین بود. با جوّ موجود آن دوره از حکومت پهلوی که (بسیاری از کتاب‌ها چاپ و خواندنشان بشدت ممنوع بود)، هماهنگی داشت، بلکه خود فیلم نیز از لحاظ ریتم و روال کاری متفاوت و برای تماشگر آسان‌پسند، خسته‌کننده و سنگین بود. روشنفکران، منتقدان و به‌خصوص دانشجویان از نمایش این فیلم غیرمتعارف استقبال خوبی کردند و نمایش آن به اکران سوم و چهارم هم کشیده شد.

## وفاداری
باید اشاره کرد جدا از الزامات تهیه، داستان فیلم تفاوت‌هایی با کتاب دارد.